# Ophiomyia productella
Ophiomyia productella är en tvåvingeart som beskrevs av Spencer 1960. Ophiomyia productella ingår i släktet Ophiomyia och familjen minerarflugor. Inga underarter finns listade i Catalogue of Life.